# Stazione di Cuenca
La stazione di Cuenca (in spagnolo Estación de Cuenca) è stata fino al 2010 la principale stazione ferroviaria di Cuenca, Spagna.
Da quando è stata inaugurata la nuova stazione destinata all'alta velocità ferroviaria, situata alla periferia cittadina, il suo traffico è limitato ai treni regionali che la collegano principalmente alla Stazione di Valencia-Nord e alla stazione di Madrid Chamartín.